# Espera'm a l'infern
Espera'm a l'infern (títol original: Bliss) és una pel·lícula australiana de 1985, basada en el llibre de Peter Carey. Ha estat doblada al català. Fou el primer llargmetratge de Ray Lawrence i guanyà els premis de l'Australian Film Institute a la millor pel·lícula, millor director i millor guió adaptat; i fou nominada a la Palma d'Or

## Argument
Harry Joy, un executiu del món de la publicitat, travessa una experiència propera a la mort durant un atac al cor. Després d'això, descobreix la fosca versió del món en el qual ell viu: la seva dona li enganya, la seva filla compra drogues dures a través del seu fill, el seu últim client distribueix productes cancerígens. Davant la sorpresa de tot el món, ell tractarà de mantenir-se moralment correcte. Tractant de lluitar pel seu seny, fugirà amb una ex-prostituta.

## Repartiment
- Barry Otto: Harry Joy
- Lynette Curran: Bettina Joy
- Helen Jones: Honey Barbara
- Miles Buchanan: David Joy
- Gia Carides: Lucy Joy